# Чемпіонат світу з трекових велоперегонів 1958
Чемпіонат світу з трекових велоперегонів 1958 проходив з 2 по 7 вересня 1958 року в Парижі, Франція на Парк де Пренс. На цьому чемпіонаті до змагальних дисциплін повернули гонку за лідером серед аматорів, а також вперше провели спринтерську гонку та гонку переслідування серед жінок. Усього розіграли 8 комплектів нагород — 6 у чоловіків та 2 у жінок.

## Медалісти

### Чоловіки
Професіонали
| Дисципліна                         | Золото        | Срібло           | Бронза         |
| Спринт                             | Мішель Руссо  | Енцо Саккі       | Антоніо Маспес |
| Індивідуальна гонка переслідування | Роже Рив'єр   | Леандро Фаджін   | Франко Ґандіні |
| Гонка за лідером                   | Вальтер Бухер | Гільєрмо Тімонер | Вут Вагтманс   |

Аматори
| Дисципліна                         | Золото               | Срібло         | Бронза              |
| Спринт                             | Валентіно Ґаспарелла | Санте Ґаярдоні | Дік Плуґ            |
| Індивідуальна гонка переслідування | Норман Шайл          | Філіпп Ґодрійо | Карло Сімоні        |
| Гонка за лідером                   | Лотар Майстер        | Хайнц Вал      | Арі ван Хаувелінген |

### Жінки
| Дисципліна                         | Золото           | Срібло              | Бронза     |
| Спринт                             | Галина Єрмолаєва | Валентина Максимова | Джин Данн  |
| Індивідуальна гонка переслідування | Любов Кочетова   | Стелла Бейл         | Кетлін Рей |

## Загальний медальний залік
| Місце  | Країна          | Золото | Срібло | Бронза | Загалом |
| ------ | --------------- | ------ | ------ | ------ | ------- |
| 1      | Франція         | 2      | 1      |        | 3       |
| 1      | СРСР            | 2      | 1      |        | 3       |
| 3      | Італія          | 1      | 3      | 3      | 7       |
| 4      | Велика Британія | 1      | 1      | 2      | 4       |
| 5      | НДР             | 1      | 1      |        | 2       |
| 6      | Швейцарія       | 1      |        |        | 1       |
| 7      | Іспанія         |        | 1      |        | 1       |
| 8      | Нідерланди      |        |        | 2      | 2       |
| 9      | Австралія       |        |        | 1      | 1       |
| Всього | Всього          | 8      | 8      | 8      | 24      |